# Kédrovo
Kédrovo (en rus: Кедрово) és un poble del krai de Khabàrovsk, a Rússia, que el 2018 tenia 101 habitants. Pertany al districte rural de Viàzemski.